# Delta Herculis
δ Herculis (Delta Herculis) ist ein ca. 75 Lichtjahre entfernter Stern mit einer scheinbaren Helligkeit von 3,1 mag. Er gehört dem Spektraltyp A3 an und trägt den historischen Eigennamen Sarin.